# Sergio Martínez Ballesteros
Sergio Martínez Ballesteros (oft nur einfach Ballesteros; * 4. September 1975 in Burjassot, Provinz Valencia) ist ein spanischer Fußballspieler. Er ist Mannschaftskapitän von UD Levante in der Primera División.

## Leben
Ballesteros begann seine Karriere als Jugendspieler bei UD Levante und spielte erstmals in der ersten Mannschaft bei diesem Verein 1995 in der Segunda División B.
Bei einer Begegnung der Copa del Rey gegen CD Teneriffa wurde der seinerzeit bei Teneriffa tätige Trainer Jupp Heynckes auf ihn aufmerksam, und es kam zu einer Verpflichtung für den Verein auf den Kanaren und zu seinem ersten Einsatz in der Primera División am 3. Januar 1996. Bis ins Jahr 2000 brachte es Ballesteros auf 102 Einsätze für die Tinerfeños.
Danach war er für ein Jahr Stammspieler bei Rayo Vallecano, um sich 2001 für drei Spielzeiten beim FC Villarreal zu verpflichten (81 Spiele). In den Jahren 2004 bis 2008 spielte er für RCD Mallorca (103 Einsätze) auf den Balearen, um 2008 zu seinem Stammverein zurückzukehren. UD Levante war in der folgenden Saison 2009/10 – wie bis heute – eine der ältesten Mannschaften im spanischen bezahlten Fußball und schaffte dennoch mit einem Durchmarsch mit nur drei Auswärtsniederlagen den Aufstieg in die Ehrendivision. Auch wenn sich Ballesteros mit seinen Altersgefährten 2010/11 nur mit Mühe in der Primera División halten konnte (15. Platz), folgte zu Saisonbeginn 2011/12 am achten Spieltag die Überraschung der vorübergehenden Übernahme der Tabellenführung vor Real Madrid und dem FC Barcelona.

## Erfolge
Villarreal
- UEFA Intertoto Cup: 2003

Spanien U-21
- U-21-Fußball-Europameisterschaft: 1998